# Косцюшково
Косцюшково (пол. Kościuszkowo) — село в Польщі, у гміні Пемпово Гостинського повіту Великопольського воєводства.
Населення — 142 особи (2011).
У 1975-1998 роках село належало до Лешненського воєводства.

## Демографія
Демографічна структура станом на 31 березня 2011 року:
|          | Загалом | Допрацездатний вік | Працездатний вік | Постпрацездатний вік |
| -------- | ------- | ------------------ | ---------------- | -------------------- |
| Чоловіки | 63      | 10                 | 46               | 7                    |
| Жінки    | 79      | 20                 | 40               | 19                   |
| Разом    | 142     | 30                 | 86               | 26                   |